# NGC 3955
NGC 3955 é uma galáxia espiral (S0-a) localizada na direcção da constelação de Crater. Possui uma declinação de -23° 09' 52" e uma ascensão recta de 11 horas, 53 minutos e 57,2 segundos.
A galáxia NGC 3955 foi descoberta em 21 de Dezembro de 1786 por William Herschel.